# Alcalá (Tomina)
Alcalá ist eine Ortschaft im Departamento Chuquisaca im südamerikanischen Andenstaat Bolivien.

## Lage im Nahraum
Alcalá ist der zentrale Ort des Municipio Villa Alcalá in der Provinz Tomina. Die Ortschaft liegt auf einer Höhe von 2072 m in einem der Seitentäler am Ostabhang der bolivianischen Cordillera Central, 25 km von der Landstadt Padilla entfernt.

## Geographie
Alcalá liegt am Übergang des von der Cordillera Central begrenzten Altiplano zu den bolivianischen Tiefländern des Gran Chaco, 250 km Luftlinie östlich des Poopó-See.
Die mittlere Durchschnittstemperatur der Region liegt bei etwa 18 °C, der Jahresniederschlag beträgt etwa 600 mm (siehe Klimadiagramm Padilla). Die Region weist keinen ausgeprägten Temperaturverlauf auf, die Monatsdurchschnittstemperaturen schwanken nur unwesentlich zwischen knapp 15 °C im Juni und Juli und 20 °C von November bis Januar. Die Monatsniederschläge liegen zwischen unter 10 mm von Mai bis August und über 100 mm von Dezember bis Februar.

## Verkehrsnetz
Alcalá liegt in einer Entfernung von 177 Straßenkilometern östlich von Sucre, der Hauptstadt des Departamentos.
Die Ortschaft liegt an der 976 Kilometer langen Nationalstraße Ruta 6, die Sucre mit dem bolivianischen Tiefland und der dortigen Millionenstadt Santa Cruz verbindet.
Die Ruta 6 von Sucre nach Padilla ist nur auf den ersten 67 Kilometern bis Tarabuco asphaltiert, die folgenden 120 Kilometer bis Padilla tragen eine unbefestigte Schotterdecke. Fünfzehn Kilometer vor Padilla zweigt eine unbefestigte Landstraße nach Süden ab und erreicht nach zehn Kilometern Alcalá.

## Bevölkerung
Die Einwohnerzahl der Ortschaft ist in den vergangenen beiden Jahrzehnten auf mehr als das Dreifache angestiegen:
| Jahr | Einwohner | Quelle       |
| ---- | --------- | ------------ |
| 1992 | 325       | Volkszählung |
| 2001 | 838       | Volkszählung |
| 2013 | 1 562     | Volkszählung |
| 2024 |           | Volkszählung |

Einige Municipios der Provinz Tomina weisen einen sehr hohen Anteil an Quechua-Bevölkerung auf, im Municipio Villa Alcalá sprechen 34,7 Prozent der Bevölkerung Quechua.